# Rafael Del Valle Curieses
Rafael Del Valle Curieses es un investigador nacido en Carrión de los Condes, Palencia el 24 de octubre de 1941. Licenciado en Historia, técnico de Archivos, Bibliotecas y Museos desde 1966, ocupó la dirección de la Casa de Cultura (Archivo Histórico Provincial y Biblioteca Pública) de Palencia de 1971 a 1978.
Como Técnico Superior en la Administración Local, en 1982, dirigió el recién creado Departamento Municipal de Cultura del Ayuntamiento de Palencia. En la actualidad es Jefe del Servicio Municipal de Cultura y Fiestas del Ayuntamiento de la capital Pelentina y Director del Archivo Municipal. Rafael del Valle Curieses es académico de la Institución Tello Téllez de Meneses desde 31 de octubre de 2003. 
Desde su puesto de Archivero Municipal de Palencia, han surgido numerosos trabajos de investigación relacionados con la Historia de la Provincia de Palencia. Destaca el estudio acerca de la figura de la reina María de Molina en su libro:María de Molina: el soberano ejercicio de la concordia: (1260-1321). Así como el dedicado a la Historia de la capital Palentina: Historia ilustrada de la ciudad de Palencia. Se contabilizan también varias intervenciones en obras colectivas y artículos de investigación.

## Obra

### Libros
- Del Valle Curieses, Rafael (2000). María de Molina: el soberano ejercicio de la concordia: (1260-1321). Madrid : Alderabán. ISBN 84-95414-03-1.
- Del Valle Curieses, Rafael (1989). A orillas del Carrión: destellos de un pasado entrañable : (acontecimientos históricos, personajes memorables, arte…)”. Palencia : Caja Palencia, D.L. ISBN 84-505-8901-0.
- Del Valle Curieses, Rafael y Gómez Iglesias, Eulogio (1987). Historia ilustrada de la ciudad de Palencia. Palencia : Caja Palencia, D.L. ISBN 84-505-6666-5.

### Colaboraciones en obras colectivas
- Del Valle Curieses, Rafael (1995). Unas ordenanzas de curtidores del siglo XV en la ciudad de Palencia. Actas del III Congreso de Historia de Palencia : 30, 31 de marzo y 1 de abril de 1995 / coord. por María Valentina Calleja González, Vol. 2, 1995 (Historia medieval: fuentes documentales, sociedad y economía e Historia de las instituciones) pags. 263-276. ISBN 84-8173-035-1.
- Del Valle Curieses, Rafael (1990). El mercado franco de la ciudad de Palencia y sus papeles. Actas del II Congreso de Historia de Palencia, 27, 28 y 29 de abril de 1989 / coord. por María Valentina Calleja González, Vol. 2, 1990 (Fuentes documentales y Edad Media), pags. 337-348. ISBN 84-86844-27-4.
- Del Valle Curieses, Rafael (1987). Archivo Municipal de Palencia: privilegios y cartas reales concedidos a la ciudad en la Edad Media (Regesta y comentarios). Actas del I Congreso de Historia de Palencia : Castillo de Monzón de Campos, 3-5 de diciembre de 1985, Vol. 2, 1987 (Fuentes documentales y Edad Media), pags. 115-154. ISBN 84-505-5219-2.

### Artículos
- Del Valle Curieses, Rafael (1998). La iglesia románica de Sta. M.ª de Galbárruli (La Rioja) (18). ISSN 0212-1875, pags. 191-200. Texto « Estudios mirandeses: Anuario de la Fundación Cultural "Profesor Cantera Burgos" » ignorado (ayuda)

- Datos: Q6097212